# 吴航镇
吴航镇是中国福建省福州市长乐市已经撤销的一个镇。

## 历史沿革
2003年，长乐市撤销吴航镇并设立吴航街道和航城街道，现今两地归属福州市长乐区。